# Fenakistiscoop

GIF van Prof. Stampfer's Stroboscopische Scheibe No. X (Trentsensky & Vieweg 1833)

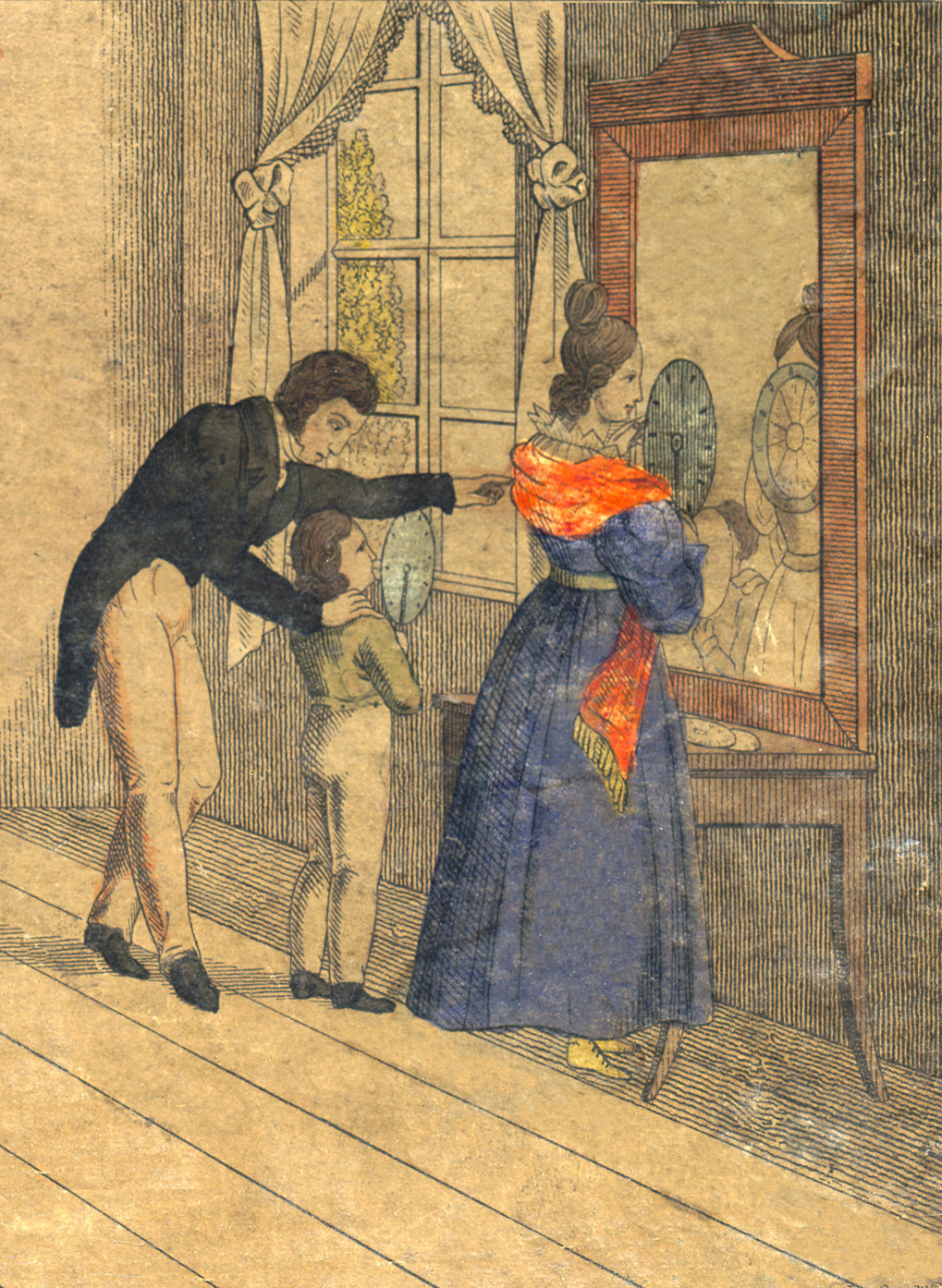
familie met stroboscopicche schijven (detail van een illustratie van E. Schule op het etiket van Magic Disk - Disques Magiques (circa 1833)

Een fenakistiscoop (van het Grieks phenax, -akos 'bedrieger' en skopein 'zien') is een animatie-instrument waarmee bewegende beelden kunnen worden getoond. Dit instrument werd begin 1833 door de Belgische natuurkundige Joseph Plateau geïntroduceerd in een wetenschappelijk tijdschrift en enkele maande later als de uitvinding van de Oostenrijkse wiskundeprofessor Simon Stampfer als "stroboscopische Scheiben" op de markt gebracht. Het was een voorloper van de zoötroop en lag aan de basis van de uitvinding van de cinematograaf. 
Plateau en Stampfer baseerden hun animatieschijven op een experiment waarover Michael Faraday in 1831 had gepubliceerd. Hij had door de openingen tussen de tanden van een draaiend kartonnen tandwiel naar een spiegel gekeken en zag het wiel daar ondanks de snelheid volledig scherp en schijnbaar bewegingloos. Toen hij lager op het wiel een concentrische reeks openingen aanbracht om een tweede wiel met meer of minder tanden na te bootsen, leek het nagebootste wiel bij een blik op de spiegel door de bijhorende openingen wel stil te staan, maar schenen de tanden aan de rand wel rond te draaien, doch langzamer dan de werkelijke rotatiesnelheid en zonder beweginsonscherpte.
Plateau autoriseerde schijven die eerst als Phantasmascope en vervolgens als Fantascope in Engeland werden uitgebracht, en distantieerde zich van de inmiddels onder de naam Phénakisticope door Alphonse Giroux in Frankrijk uitgebrachte schijven die hij slecht uitgevoerd vond.
Een fenakistiscoop bestaat uit een schijf met een reeks gleuven aan de rand, met in de sectoren daartussen tekeningen van de opeenvolgende fasen van een bepaalde actie. Wanneer men het toestel voor een spiegel houdt en door de gleuven kijkt terwijl men de schijven voldoende snel laat draaien, krijgt men de illusie van bewegende beelden. Bij een set werd veelal een langwerpige houder geleverd waarop een schijf strak rondgedraaid kan worden. Giroux en vele andere producenten leverden één grote kartonnen sluiterschijf waarop kleinere papieren schijven met illustraties konden worden verwisseld. Sommige variaties plaatsten de sluiterschijf op een as met aan de andere kant een beeldschijf, waardoor er geen spiegel meer nodig is.
Stampfer stelde in zijn patent en boekje onder andere variaties voor in trommelvorm (zoals de latere zoötroop) en lange stroken canvas op rollers om langere (toneel)voorstellingen op af te kunnen beelden.
Hoewel de nawerking van visuele impressies in het netvlies of het brein vaak worden aangevoerd als verklaring voor de illusie van beweging uit de snelle opeenvolging van stilstaande beelden, zou dit eerder onscherpte opleveren en hangt de werking vooral af van het principe van stroboscopische aliasing, door Stampfer helder uitgelegd in een boekje dat later in 1833 bij de tweede reeks van zijn schijven werd uitgebracht.
De fenakistiscoop werd op de markt gebracht onder verschillende benamingen. Gedurende twee jaar is het toestel populair geweest. De in 1866 geïntroduceerde zoötroop had meerdere voordelen: men had geen spiegel nodig,de animatie kon door meerdere personen tegelijk bekeken worden, en de animatiestroken konden eenvoudig worden verwisseld.